# ماري وارن (محاكمات السحر في سالم)
كانت ماري آن وارن أقدم المتهمات خلال 1692 محاكمات السحر في سالم، ويجري في أواخر سن المراهقة، أو ربما عشرين سنة، عندما بدأت المحاكمات.
كانت خادمة لجون وإليزابيث بروكتور. تخلت عن ادعاءاتها بعد أن هددت بالأعدام، ألقي القبض عليها في وقت لاحق بتهمة ممارسة السحر.

## الإتهامات والمشاركة في المحاكمات
في أوائل مارس 1692، بدأت ماري تصاب بنوبات، مدعية أنها شاهدت شبح جايلز كوري. قال لها جون بروكتر أنها شاهدت ظله فقط، ووضعت للعمل على عجلة غزل، هددها بالضرب إذا تظاهرت بالمزيد من النوبات.
لبعض الوقت،  لم تبلغ عن المزيد المشاهدات، لكنها بدأت بالنوبات مرة أخرى خلال غيابه.
أبقيت ماري في منزل بروكتر تقوم بالعمل الشاق وقيل لها بإنها إذا أصابت بنوبات في النار أو الماء فلن يتمكنوا من أنقاذها.
وضعت مذكرة عشية السبت في بيت الاجتماع لطلب صلاة الشكر. في تلك الليلة، أيقظها جون بروكتر وعذبها حول نشر هذه المذكرة.
في 3 أبريل 1692، قرأ صموئيل باريس مذكرة ماري لأعضاء الكنيسة، التي بدأت بالتشكيك حول ماري وارن بعد قداس الأحد.
أخذ البعض إجاباتها على أسئلتهم بأنها تعني أن البنات قد كذبن. وقالت لهم ماري وارن بأنها تشعر أفضل الآن، ويمكنها معرفة الفرق بين الواقع والرؤى.
غضبت فتيات أخريات من ماري وبدأن بأتهامها بالسحر لأنها ابلغت المحكمة العليا أن جميع الفتيات قد كذبن بقولهن أنهن رأين الشيطان.
واتهمت رسميا بممارسة السحر في 18 أبريل 1692.
لا تزال تأتيها نوبات تحت الاستجواب، وأعترفت تحت الإكراه بممارسة السحر وبدأت تتهم العديد من الناس، بما في ذلك المراقبون، بممارسة السحر.

## البوتقة The Crucible
ماري وارن هي شخصية في مسرحية البوتقة لآرثر ميلر. خادمة لجون بروكتر، وتتورط في محاكمات السحر في سالم كواحدة من المتهمات، من خلال أبيغيل وليامز التي تقودها.
ماري وارن لها طابع ضعيف جدا، تستسلم للضغط عدة مرات.
يتمكن بروكتر من إقناعها لتكشف بأنها والمتهمات الأخريات قمن بأختلاق قصصهن و «تجاربهن الخارقة للطبيعة» التي أسفرت عن اعتقال العديد من الأبرياء.
ومع ذلك، جاء أعتراف ماري وارن في سبيل لا شيء، كما قام وليامز بأتهامها بممارسة السحر، الأمر الذي أدى إلى تخلي ماري وارن عن اعترافاتها وأتهمت بروكتر بإجبارها على الأعتراف.
شنق بروكتور في وقت لاحق كما تخلى عن اعترافه لحفظ قلبه وروحه. في تعديلات فيلمي 1957 و 1996 من مسرحية ميلر، صورت من قبل باسكال بيتي (fr) و كارون جرافيس, على التوالي.